# IC 1593
IC 1593 — галактика типу *2 (подвійна зірка) у сузір'ї Риби.
Цей об'єкт міститься в оригінальній редакції індексного каталогу.